# Musées et centres d'exposition de Québec

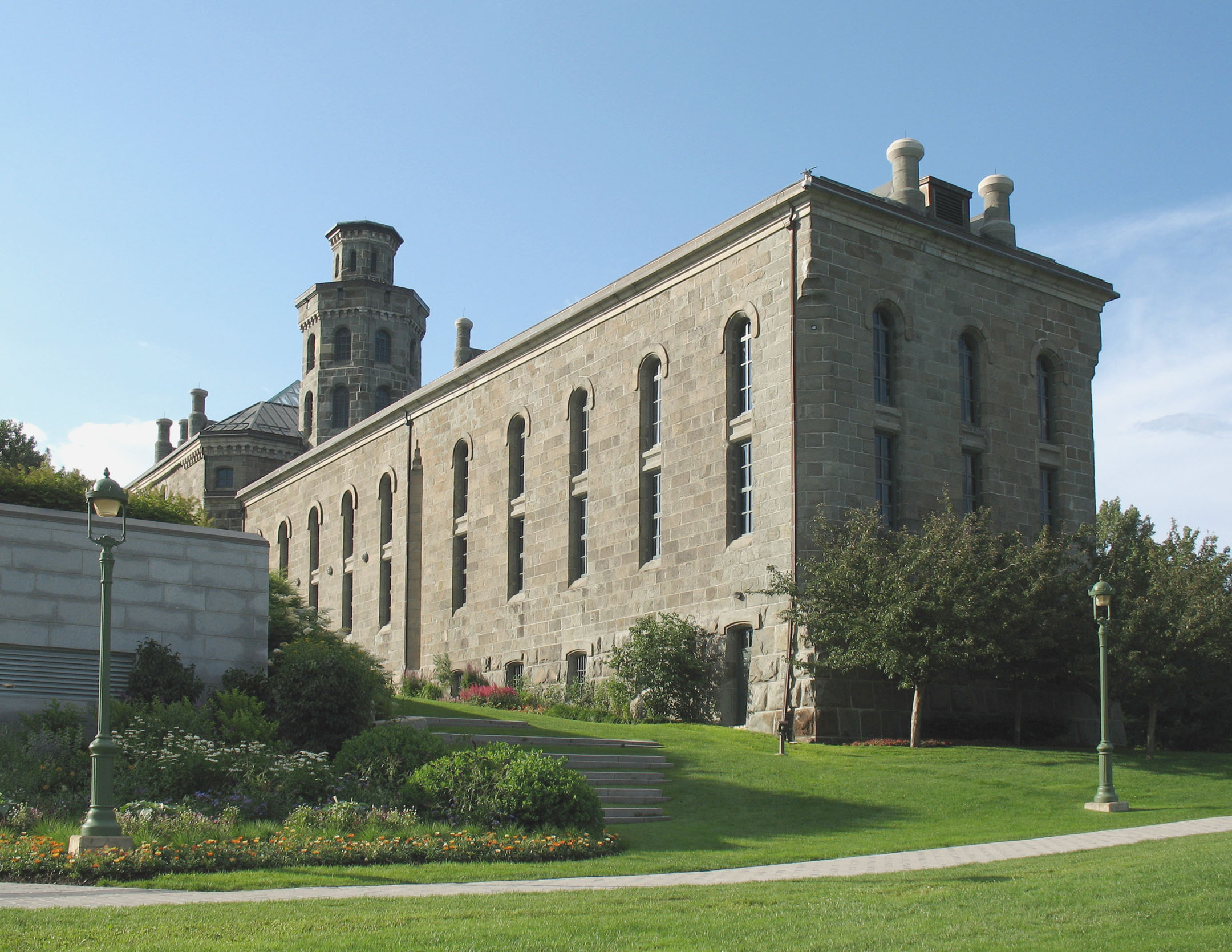
Musée national des beaux-arts du Québec
Pavillon Charles-Baillairgé, ancienne prison de Québec

Cet article est un complément à l'article principal de la ville de Québec.

## Musées
- Musée national des beaux-arts du Québec
- Musée de la civilisation
- Musée de la place Royale
- Maison historique Chevalier
- Musée de l'Amérique française
- Musée des Augustines du Monastère de l'Hôtel-Dieu de Québec (rue Charlevoix)
- Musée des Augustines de l'Hôpital général de Québec, Notre-Dame-des-Anges (boul. Langelier)
- Musée des Ursulines de Québec
- Musée du Fort
- Musée Bon-Pasteur
- Musée de l’église Saint-Jean-Baptiste de Québec
- Musée de la Basilique-cathédrale Notre-Dame de Québec
- Musée Royal 22e Régiment
- Musée naval de Québec
- Hôtel-Musée Premières Nations
- Maison Léon-Provancher

## Centres d'artistes et Organismes culturels
- À l'est de vos empires : organisme spécialisé dans la création de discours entourant les arts visuels.
- Antitube : diffusion d’événements cinéma et vidéo.
- Avatar : centre de production et de développement en art audio et électronique.
- Engramme : centre de production en estampe.
- Folie/Culture : OBNL pour l'organisation d'événements culturels suscitant la réflexion sur la santé mentale.
- La Bande Vidéo : centre de création en arts médiatiques.
- La Chambre Blanche : centre de diffusion et à d’expérimentation des arts visuels.
- La Charpente des fauves : espace de recherche, création et diffusion pour les arts vivants et visuels.
- L’Atelier de la mezzanine : atelier d’art communautaire.
- Le Lieu et Les Éditions Intervention : centre de diffusion en art actuel et en performance et revue Inter, art actuel.
- L'Œil de Poisson : centre de diffusion et de production en art actuel.
- Les Productions Recto-Verso : centre de production et de diffusion multidisciplinaires.
- Spira : coopérative vouée au cinéma indépendant.
- VU : centre de diffusion et production de la photographie.

## Centres d'interprétation et lieux historiques

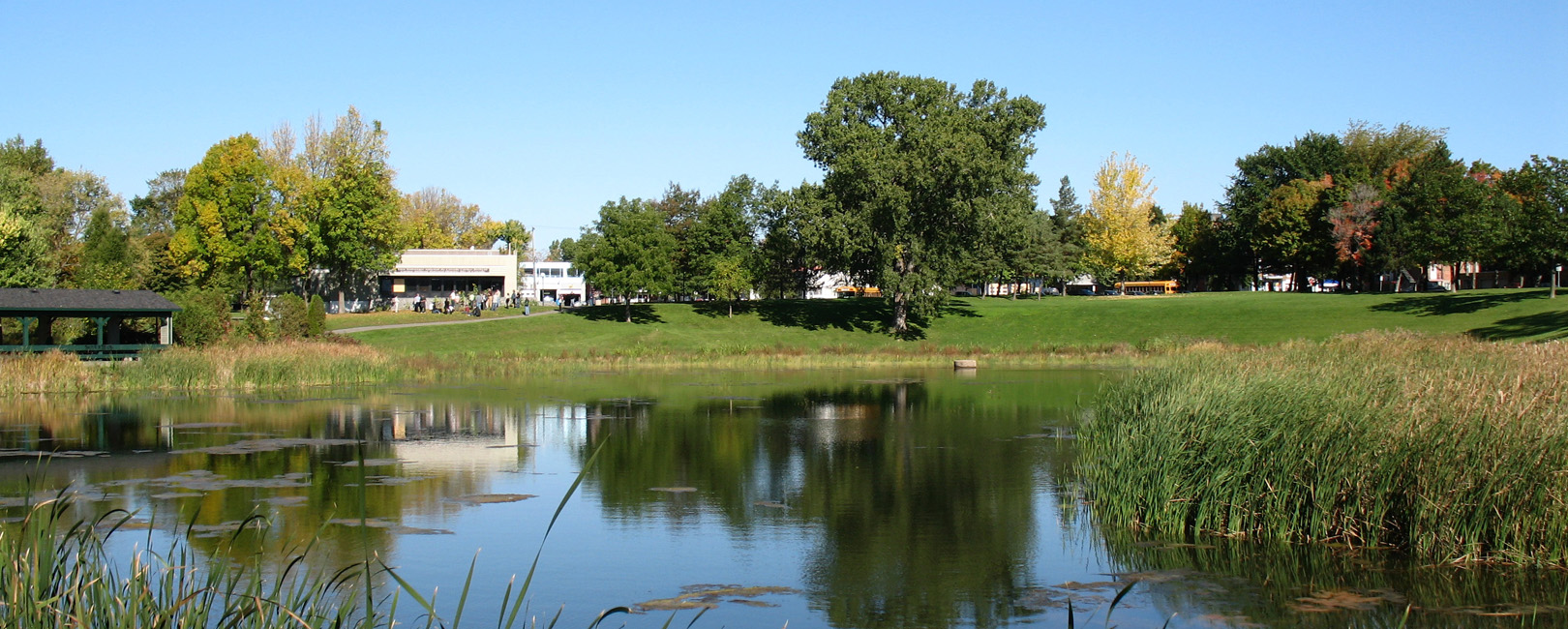
Lieu historique national du Canada Cartier-Brébeuf

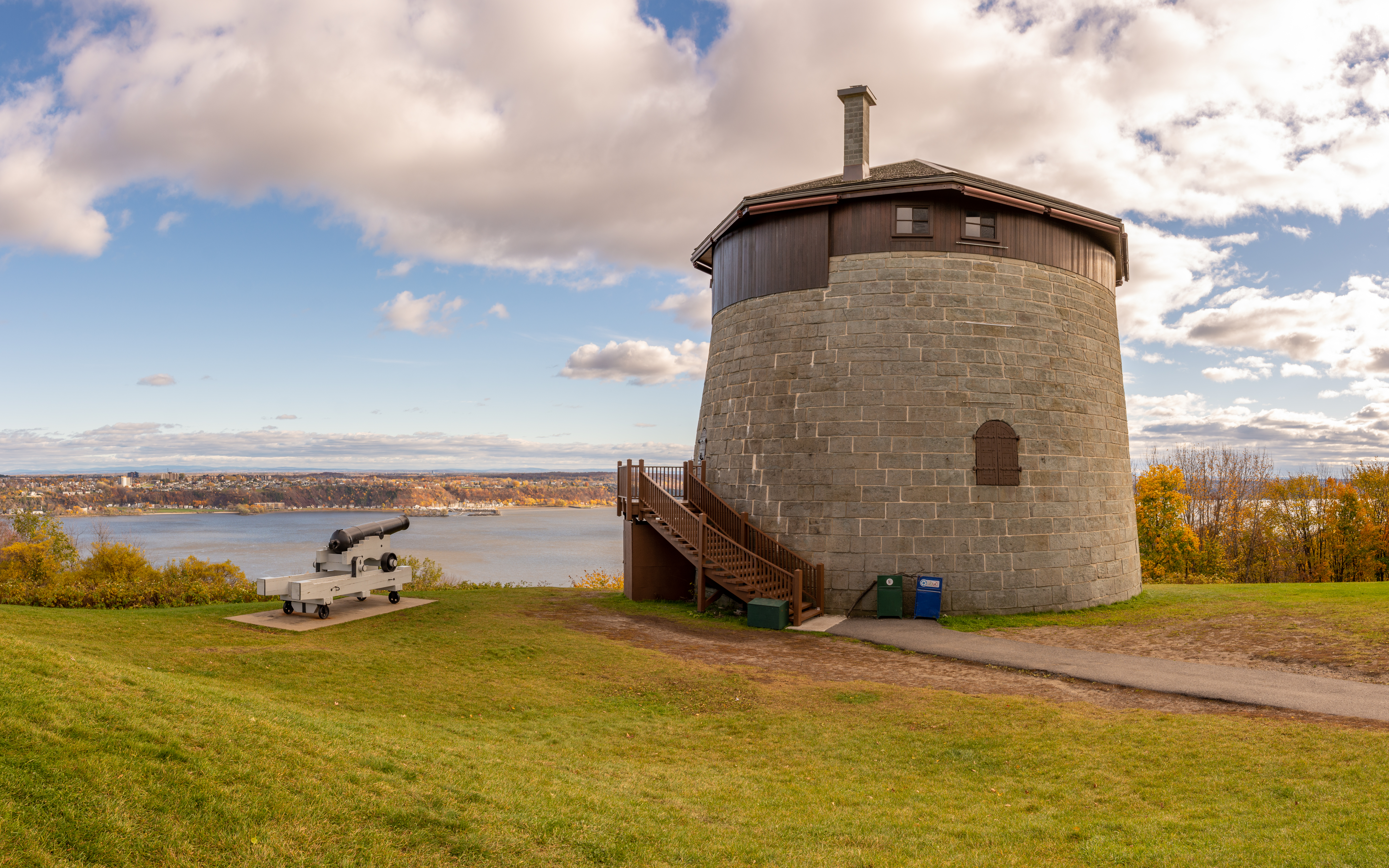
Tour Martello 1, parc des Champs-de-Bataille

- Centre d'interprétation du parc de la Falaise et de la chute Kabir Kouba
- Centre d'interprétation du parc des Champs-de-Bataille
- Centre d’interprétation historique de Sainte-Foy]
- Lieu historique national du Canada Cartier-Brébeuf
- Lieu historique national du Canada des Fortifications-de-Québec
- Lieu historique national du Canada du Parc-de-l'Artillerie
- Maison des Jésuites de Sillery
- Musée du Moulin des Jésuites (Trait-Carré de Charlesbourg)
- Maison Éphraïm-Bédard, Charlesbourg
- Musée des plaines d'Abraham
- Maison Henry-Stuart
- Maison Léon-Provancher
- Maison patrimoniale Louis S.-St-Laurent
- Château Frontenac - Visite guidée pour les groupes scolaires
- Chapelle historique Bon-Basteur de Québec
- Hôtel du Parlement
- L'îlot des Palais
- Tour Martello 1
- Maison Tessier-Dit-Laplante, Beauport
- Maison Girardin

## Centres d'exposition

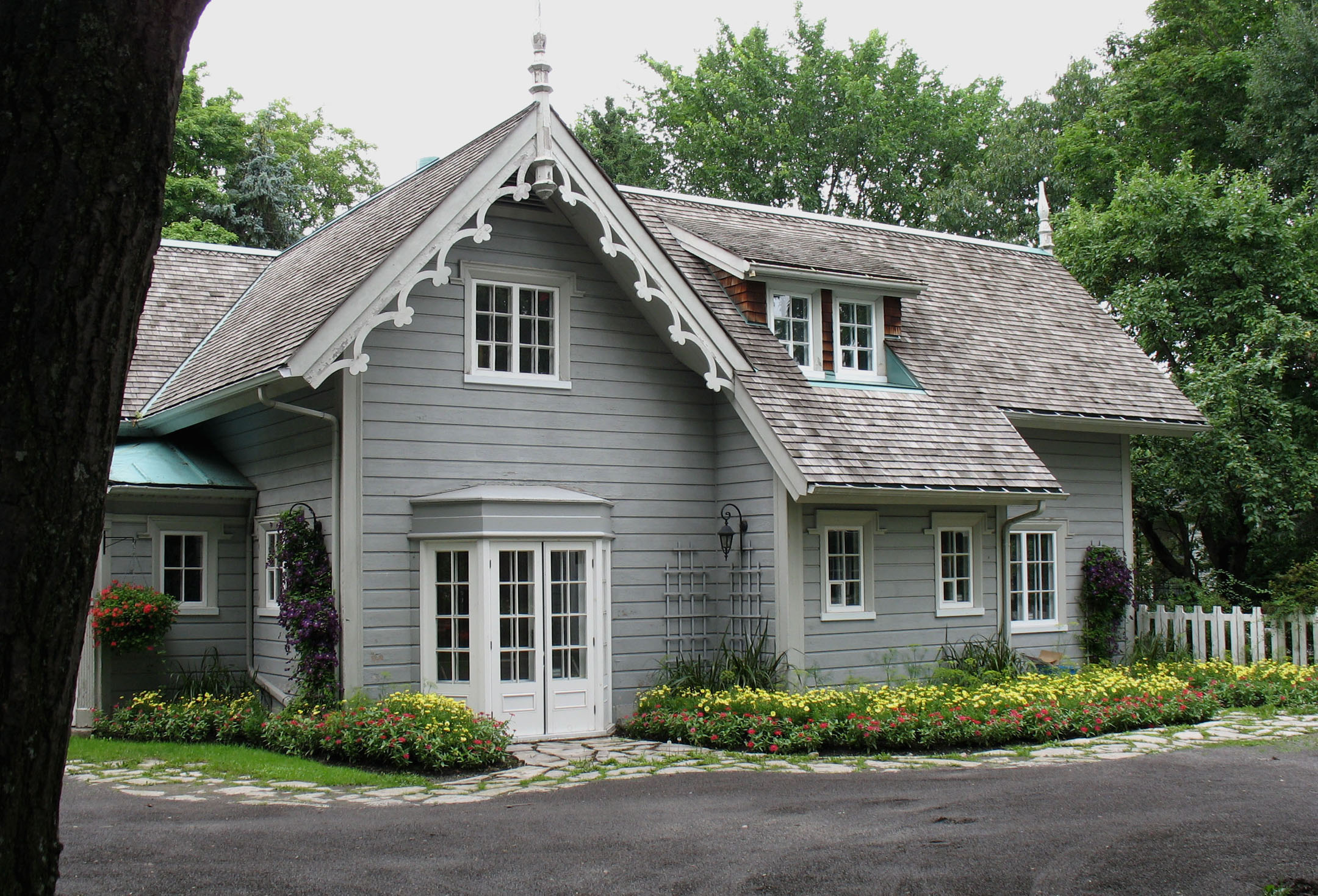
Villa Bagatelle

- Centre d'exposition de la bibliothèque Gabrielle-Roy - (350, rue Saint-Joseph Est)
- Galerie de la bibliothèque Aliette-Marchand - (233, boulevard Pierre-Bertrand)
- Galerie de la bibliothèque Canardière - (1601, chemin de la Canardière)
- Galerie de la bibliothèque Charles-H.-Blais - (1445, avenue Maguire)
- Galerie de la bibliothèque Chrystine-Brouillet - (264, rue Racine, Loretteville)
- Galerie de la bibliothèque Le Tournesol - (530, rue Delage, Lac-Saint-Charles)
- Galerie de la bibliothèque Neufchâtel - (4060, rue Blain)
- Galerie de l’École des arts visuels - (255, boul. Charest Est)
- Maison Girardin
- Maison Hamel-Bruneau
- Villa Bagatelle

## Écomusées
- Choco-Musée Érico - Musée du chocolat
- Économusée du vitrail